# Piper PA-40 Arapaho
El Piper PA-40 Arapaho fue un monoplano bimotor diseñado por Piper Aircraft para sustituir al Piper PA-30 Twin Comanche. Solo se fabricaron tres prototipos.

## Desarrollo
El Arapaho tenía un tamaño similar al Twin comanche y seis asientos teniendo un mayor tren de aterrizaje y unas ventanas de cabina más grandes. Tenía dos motores contrarotatorios Lycoming IO-320 de 160 hp.
El prototipo se dañó en junio de 1972 cuando la fábrica de Lock Haven sufrió unas inundaciones y no pudo volar hasta el 16 de junio de 1973.  Se estrelló el 21 de septiembre de 1973 durante las pruebas y el avión fue rediseñado para tener más superficies verticales. El segundo prototipo modificado, ya con el motor previsto, realizó su primer vuelo en abril de 1974. Se construyó un tercer aparato con motores turbopropulsados.
El PA-40 recibió la certificación de tipo el 18 de julio de 1974 como un adjunto a la certificación del Twin Comanche. El Arapaho debía ser presentado com oel modelo 1975, pero la empresa decidió no comercializarlo y el proyecto se canceló en diciembre de 1974. Piper atribuyó la cancelación a razones financieras debido a que no podían establecer una nueva línea de producción durante la recesión económica.
El único aparato superviviente, con matrícula N9997P, es usado por los estudiantes de aeronáutica de la Universidad Purdue como laboratorio.

### Desarrollos relacionados
- Piper PA-30 Twin Comanche